# Радол Гајда
Радол Гајда рођен као Rudolf Geidl (Котор, 14. фебруара 1892 — Праг, 15. април 1948) био је чешки војник Аустроугарске војске, један од главних команданата чехословачких легија у Русији (који се неко време борио на страни руских белогардејаца од 1918 - 1919. године и заузимао важно место у војсци адмирала Колчака), послератни генерал и чехословачки фашистички политичар.
Радол Гајда је пример како резултати рата и револуције не довод само до промена у друштвеном и економском начину живота, већ и концепту морала, узрокујући неочекивани и брзи раст у каријери неке особе. За Радола Гајду Први светски рат и руски грађански рат постали су лествице којима се он винуо до највиших висина у политичкој и војној каријери.

## Живот и каријера
Рођен је 1892, година, као  Rudolf Geidl се као најстарији син Јана Гајдла, родом из Кјова у Моравској, дугогодишњег подофицир у аустроугарској јадранској поморској бази и његова супруга Ане, која је сматрана Црногорком, али према каснијим информацијама председника Томаша Масарика, требало би да је пореклом из италијанске породице. 
Након одслужења 12 година војног рока, Јан Гајдел је добио потврду о пријему у државну службу. Вратио се у Кијов као секретар канцеларије локалног гувернера. У почетку материјална ситуација породице није била нарочито добра јер су, поред прворођеног Рудолфа, имали још петоро деце. Породица је била вишејезична - поред немачког говорили су се чешки, италијански а према каснијим сведочењима без проблема су говорили и руски, српско-хрватски, француски и енглески. 
Након пресељења у Моравску, Радол јечетири године учио у гимназији у Кијову на југу Моравске, а потом напустио школу и школовао се за продавца. Касније када му је то требало јако се ознојио да би доказивао ниво образовања. Сам Гајда је у својим биографијама изјавио да је „два пута мењао гимназију, и матурирао  1907. године. Чак је тврдио да је пре рата у Котору и приватно завршио средњу школу. То му је наводно омогућило да положи матуру 1921. године у Лозани (Швајцарска) и на основу тога стекне звање инжењера пољопривреде у Паризу. 
Између 1912. и 1913. године када је краљ Никола, владар Црне Горе, желео да добије излаз на море, његове трупе почеле су да заузимају територију данашње Албаније. Гајда у својој биографји наводи да је „током боравка у црногорској војсци у балканском рату ...“ (како се нашао у тој војсци, било да се у њој борио или шта, не наводи у својој биографији) упознао током освајања Скадра  1913. године Зору ћерку локалног апотекара Пироне, за коју се оженио (али је 1926. године на суду њу назвао „Зора Кукавицова“) и неко време водио посао свог таста. Уз његову помоћ основао је „ дрогерију, хемијску лабораторија и козметички кабинет.

Када је почео Велики рат, Радол се придружио лвојци и према записима из његове биографије... 
госпођа Зора је продала радњу и отишла у Кјов код његовог таста. Тамо се убрзо прославила својим „јужњачким темпераментом, којим је привукла мушки свет који јој се удварао“. Сазнавши да се њен супруг други пут оженио у Русији, „удала се за другог мушкарца“.

### У Првом светском рату
Аустогоарски војник
Након најаве мобилизације у Аустроугарској војсци, 28. јула 1914. пријавио се за „резервног војника“ - заставника, и након неколико месеци унапређен је у чин поручника. Једно време ратова за Аустроугарску војску, да би 1915. године био заробљен, од стране црногорске војске. 
У Црногорској војсци
У својим изјавама 1926. године тврдио је да је као официрски заменик унапређен и примљен у батаљона црногорске милиције у редовног заставника, а касније произведен у помоћника команданта, и да је служио као тумач и помоћник војводи Ђуру Петровићу.
У писму пријатељу из августа 1915. године изјавио је да живи у Београду и да очекује унапређење у поручника-књиговођу. У Србији је променио име из Rudolf Geidl у словенско - прикладније Радол Гајда. Од самог почетка рата претварао се да је лекар, иако је био продавац у дрогерији, али током рата, нико није могао да оповргне његове тврдње.
Када се у новембру 1915. године, црногорска војска предала Аустријанцима, војном дезертеру Радолу претило је вешање. Обратио се команданту руске санитетске мисије у Црној Гори пуковнику Чабрикову, који му је дао униформу и путне исправе руског лекара. 
Са Србима у Добруџи

Као члан руске мисије, са лажним документима Радол је преко Француске отпловио до Русије, где се марта 1916. године придружио 1. пуку српске војске у Одеси као млађи лекар Родол Гајда.
Ово је била једна „медицинска“ перипетија Радла, током које је радио као надрилекар и давао инјекције и можда се чак нашао и у операцијама.
Лажно представља као и промена имена, касније му је донело велике проблеме.

### Радол као чехословачки легионар у Русији
Након расејања српске дивизије по Русији, пуштен је из српске војске на лични захтев 25. децембра 1916. године, а од 30. јануара 1917. пријавио се у Чехословачку републиканску бригаду под командом пуковника Тројански. На основу признатог чина „црногорски артиљеријски мајор“ (сведочи бивши српски мајор Сергеј Ингр ) постављен је за млађег официра 4. чете 2. пука у чину штабног капетана (у чину руске војске између поручника и капетан), 26. марта 1917. године постављен је за привременог команданта 12. чете и 28. јуна 1917. године и за команданта 1. батаљона 2. пука.
Почетком јула, када је његова бригада била учествовала у офанзиви Керенског, близу Зборова напао јаке положаје аустроугарске војске и Гајда је тамо доживео свој победнички успех. Командант овог пука, руски потпуковник Замбалевски пре напада на командно место, се толико напио да није могао да командује. Када је Гајда то сазнао током напада 1. пука, одмах је преузео команду над својим 2. пуком и придружио му се у нападу. У шестосатној бици Чехословачке. бригада је пробила аустријску одбрану, заузела четири линије ровова, продрла до дубине од пет километара и стекла 3.200 затвореника, уз губитак од само 195 људи.
Следећи месеци нису били нимало повољни за Гајду. Почетком августа професор Томаш Масарик је дошао у команду легије и од првог састанка заузео је врло критичан став према Гајди. Започело је испитивање његове „лекарске каријере“, његовог чина и његове углавном прилично магловите прошлости. Ток је био прилично буран, Масарик га је чак послао и на официрски суд бригаде. Сукоб се завршило споразумним закључком војне комисије легија, која је у Кијеву 21. октобра 1917. године, уз учешће Томаша Масарика, одлучила да на састанку „није пронашла мотиве нечасних радњи Гајда“, и само га је уклонила са списка официра који су одлази у Француску и тамо били језгро Француске легија.
У марту 1918. године Гајда је радио је као обични официр чехословачког особља у Украјини. Како је корпуса, у међувремену нарастао на 40.000 људи регрутовањем заробљеника у Украјини, где се она налазио владала су хаотични услови.
У мају 1918. Гајда је добио заповедништво над 7. пуком Татра, са којим је освојио Маринск и Новониколајевск. Постао је и командант Источне групе која је освојила Иркутск 11. јула 1918 . године. У августу 1918. прешао је Бајкалско језеро и придружио се Владивосточкој групи Чехословачких легионара. У септембру 1918. године унапређен је у чин генерал-мајора. Био је у блиском контакту са адмиралом Колчаком који је чак Гајду номиновао за команданта операције за освајање Москве.

### Повратак у Чехословачку
Влада је Гајду позвала у домовину телеграмом министра Бенеша 31. октобра 1919. године, који му је предат 7. новембра (то је уједно била сагласност да се часно врати у Чехословачку). На пут у Чехословачку кренуо је из Владивостока 28. новембра 1919. године на руском броду Пенза до Шангаја, где је званично дочекан уз све војне почасти. Новинске агенције бориле су се за интервју са њим, примио га је министар спољних послова, председник парламента и низ легија великих сила.
Уз звуке Марсељезе и пуцкетање небројених ракета, допловио је 25. децембра 1919. године француским бродом „Андре Лебон“ у Француску. У Паризу су га примили мање помпезно, али било је и одређен број људи који су чезнули да својим очима виде „сибирског лава“ и рукују се са њим.
У Чехословачку је стигао 11. фебруара 1920. године и како стоји у његовим мемоарима и „пас на њега није лајао“ док су у штампи наводили имена старији официри који су се вратили, али нико није помену име Радола Гајде.
Председник Томаш Масарик није заборавио да је Гајда био на челу оних легионара који су ушли у сукоб са бољшевицима против наређења Националног савета. Нова држава у настајању била је прожета левичарском атмосфером, а Гајду је већина јавног мњења означила одвратним реакционаром, захваљујући његовој блиској вези са Колчаком

#### Школовање
По повратку из Русије (1920) дипломирао је на Француском ратном универзитету, између 1922. и 1924. године 

#### На командним дужностима
За команданта 11. дивизије у Кошицама Гајда је постављен је 9. октобра 1922. године. У чин генерала произведен је 29. девембра 1922. године. 
У Кошицама, је био успешан организатор културног и политичког живота (још увек је по њему назван извор минералног вода „Гајдовка“ која извире у рекреативној зони Кошице).
Дана 1. децембра 1924. године постао је члан Генералштаба чехословачке армије, а 20. марта 1926. постао је и начених Генералштаба. 
Мемоаре које је објавио у то време симболично је посветио А. Јирасеку, али није заборавио да нагласи херојску улогу Томаша Масарика у формирању легија боравком у Русији 1917. и 1918. године
Због Гајдиних фашистичких симпатија и стварних контаката са чешким фашистима, 1926. године деградиран је и отераан из војске.

#### Члан фашистичког покрета и учесник политичког живота
Потом је постао председавајући (вођа) Националне фашистичке заједнице, покрета по узору на италијански фашизам са сличном политичком агендом, са изузетком јачег антисемитизма. На на челу овог покрета остао је све до његове интеграције у Странку националног јединства.
На парламентарним изборима 1929. године изабран је у Националну скупштину Чехословачке Републике за Лигу против везаних кандидатских листа (коју су формирале Фашистичка национална заједница и неке друге националистичке групе). Придружио се посланичком клубу Словачке народне партије Хлинка као хоспиталац. Свој мандат изгубио је актом изборног суда у децембру 1931. године, када је Антонин Хмелик заузео његово место у парламенту.
У парламен се вратио на парламентарним изборима 1935. године, сада као члан Независне фашистичке националне заједнице. Званично је задржао свој мандат до укидања парламента 1939. године, док се у децембру 1938. придружио посланичкој групи новоформиране Партије националног јединства.
У ноћи 21. на 22. јануар 1933. године седамдесет припадника националног фашистичког села напало је војну касарну у Жиденицама. Напад је одбијен уз помоћ жандармерије и ликвидиран је читав такозвани Жиденски пуч. Радола Гајда је са осталим нападачима ухапшен  23. јануара у и оптужен за покушај пуча. Упркос снажном политичком притиску да осуди Гајду, суд га је ослободио јер он није директно учествовао у пучу. На иницијативу Канцеларије председника Републике, Врховно јавно тужилаштво се није сложило са пресудом и затражило је од Врховног суда да је преиспита судска пресуда. Иако нису прибављени нови докази, суд је осудио Гајду на шест месеци затвора. Фашистичка национална заједница дискредитована је неуспелим покушајем пуча, али Гајда се окитио ореолом мученика, или невино страдале особе.
Током минхенске кризе укључио се у одбрану Чехословачке Републике јер није поднео тешку издају савезника. Током Друге републике био је функционер десничарске Партије националног јединства.

### Гајда у Другом светском рату
У марту 1939. године, заједно са другим организацијама крајње деснице (Застава, Акција националног препорода ), као и неким члановима бивше аграрне и социјалдемократске странке, основао је Чешки национални комитет, који је именовала будућа влада, Протекторат. Чешки национални комитет је потом издао јавно саопштење:
Народе Чешки!
 У ово тешко време успостављен је чешки национални комитет из свих делова нашег народа. Овај одбор се не састоји од ниједног политичара и тежи циљу, с једне стране, прилагођавања односа наших људи према Немачком царству у садашњим тешким временима, и, с друге стране, поједностављења и олакшавања економских, културних и друштвени живот у односу на Немачко царство. Функција овог припремног одбора је да дефинитивно елиминише тренутну неоправдану горчину према Немачком царству. Наша нација је вековима живела у најужим културним и економским односима са немачком нацијом, као прва и највећа наша светиња, Свети Вацлав. Функција Чешког националног комитета ће стога бити да осигура да наша нација поново следи тај стари и доказани пут и да следи идеју чешких краљева, који су увек могли да нађу добар пут до немачке нације и чак су стекли одличан положај у немачком политичком свету за чешку нацију. Тим више што сада наш чешки народ мора покушати да се укључи у економски организам средње Европе. Чешка национална комисија уверена је да нестанком штеточина наше нације и губитком њихове политичке моћи више није отежан пут ка пријатељском суживоту са немачком нацијом на културном, економском и социјалном пољу. Његов циљ ће бити да две нације, и немачка и чешка, постигну пуно међусобно разумевање и ојачају пријатељску кохезију у свим назначеним правцима. да нестанком штеточина наше нације и губитком њихове политичке моћи пут ка пријатељском суживоту са немачком нацијом на културном, економском и социјалном пољу више није отежан. Његов циљ ће бити да две нације, и немачка и чешка, постигну пуно међусобно разумевање и ојачају пријатељску кохезију у свим назначеним правцима. да нестанком штеточина наше нације и губитком њихове политичке моћи пут ка пријатељском суживоту са немачком нацијом на културном, економском и социјалном пољу више није отежан. Његов циљ ће бити да две нације, и немачка и чешка, постигну пуно међусобно разумевање и ојачају пријатељску кохезију у свим назначеним правцима.
Гајда је 15. марта успоставио контакт са немачким генералом вон Габлензом у Прагу, коме се представио као председник Чешког националног комитета и обећао му лојалност и сарадњу. Тек након интервенције председника Хахе, који је Немцима објаснио ситуацију да Гајда и његов одбор нису уживали његово поверење, Немци су престали да комуницирају са Чешким националним комитетом. После овог догађаја, и у договору са председником Хачом, пренео је већи део чланства у редове Националне уније .
Током немачке окупације финансијски је помагао чешким пилотима који су бежали од страног отпора, интервенисао је у корист неких прогоњених особа и одбио сарадњу са Немцима, или је знао за активности у отпора његовог сина. Након погубљења борца отпора Бохуслава Селуцке преузео је на себе да буде хранитељ Селуцкехо. На прослави педесете годишњице у фебруару 1942, позвао је своје присталице да не сарађују са немачким окупаторима.

### Гајда након Другог светског рата
Гајда је по завршетку Другог светског рата ухапшен и затворена 12. маја 1945. године. Осуђен је на две године затвора 1947. године. У образложењу пресуде није се појавило ништа што би указивало на његову сарадњу са нацистима, већ је осуђен због својих активности током Друге републике, промоције чешког фашизма и прихватања положаја у Чешком националном комитету. Тужилац у његовом случају био је Јосеф Урвалек, који је предложио доживотни затвор, али тај предлог није прихваћен. У истражном затвору је злостављан, практично изгубивши вид пуштен, али је 15. априла 1948. подлегао леукемији. Његов гроб налази се на гробљу Олшани.

## Супруге Радола Гајда
Радол Гајда је 1913. године у Црној Гори упознао Зору Пирон која се удала за њега исте године. Након одласка Гајде на ратиште, Зора се преселила код таста и живела у Кјову.
По придруживању чехословачким легијама (1917), Радол Гајда је у службеном досијеу (слично личном упитнику) изјавио да је неожењен.  
Током 1918. године упознао је студенткињу у Јекатеринбургу - Катарину (Јекатерину) Николајевну Пермјакову (1903–1974), са којом се венчао 25. јуна 1919. године у Јекатеринбургу. Када се Радол Гајда (заједно са супругом Јекатерином Гајдовом) вратио у Чехословачку у јануару 1920. године купио је вилу у Жичанима, где су живели заједно.
Дана 31. марта 1920. године Радол Гајда и Јекатерина Гајдова су добили сина Владимира (Иван), а 27. новембра 1921. године и сина Јиржија (Георгија).
Током 1923. године званично је окончан његов брак са Зором Пирон. (која се потом удала за адвоката Простејова.) 
Након овог развода опужен за бигамију Радола Гајда је 1926. тврдио да се његова прва жена звала Кукавицова, и одбацио све оптужбе за бигамију, јер га је према његовим речима, у Сибиру пре венчања са другом женом развео адмирал Колчак.

## Признања
- —Орден Светог Станислава, III. реда са мачевима и луком, 1916 (Русија)
- — Орден Свете Ане, III. разред са мачевима и луком, 1916 (Русија)
- — Крст Светог Јирија, IV. степена, 1917 (Русија)
- — Орден Светог Георгија, IV. реда, 1917 (Русија)
- — Орден Светог Саве, III. реда, 1917 (Краљевина Србија)
- — Орден Светог Владимира, III. класе са мачевима, 1918 (Русија)
- — Орден Светог Станислава, II. реда са мачевима и луком, 1918 (Русија)
- — Орден Свете Ане, II. класе са мачевима, 1918 (Русија)
- — Орден Легије части, IV. реда - официрски, 1918 (Француска)
- — Ратни крст 1914–1918, 1918 (Француска)
- — Чехословачки ратни крст 1914–1918, 1918
- — Орден Светог Владимира, И класа са мачевима, 1919 (Русија)
- — Крст св. Ђорђе, III. степен, 1919 (Русија)
- — Орден Светог Станислава, I. класа са мачевима и луком, 1919. (Русија)
- — Орден Свете Ане, I. класe са мачевима, 1919. (Русија)
- — Крст за ратне заслуге, 1919 (Италија)
- — Орден сокола, са мачевима, 1919
- — Order of the Bath, II. класе - витешки заповедник (војска), 1919 (Велика Британија)
- — Чехословачка медаља за победу, (1919)
- — Чехословачка револуционарна медаља, 1922
- — Орден Легије части, III. реда - командант, 1923 (Француска)
- — Орден Светог Саве, II. реда, 1923 (Краљевина Југославија)
- — Орден Втисовог крста, I степен II. разред, 1925. (Литванија)
- — Спомен-крст за рат 1916–1919,1925  (Краљевина Румунија)
- — Ред Полониа Реститута  II.реда, 1925. (Пољска)
- — Орден Светог Владимира, IV. реда са мачевима и луком, (Русија)